# Sân bay Virac
Sân bay Virac (tiếng Filipin: Paliparan ng Virac, tiếng Bikol: Palayogan nin Virac) (IATA: VRC, ICAO: RPUV) là sân bay duy nhất ở tỉnh đảo Catanduanes ở Philippines. Sân bay này nằm ở tỉnh lỵ Virac. Đây là sân bay cấp 2 theo xếp hạng của Cục Giao thông hàng không, một cục thuộc Bộ Giao thông Vận tải.

## Các hãng hàng không và các tuyến điểm
Các hãng hàng không sau đang hoạt động tại sân bay này:
- Asian Spirit (Manila)
- Philippine Airlines
  - PAL Express (Manila) [bắt đầu ngày 15 tháng 7]